# Zastava Niuea
Zastava Niuea je usvojena 1975. Sastoji se od zastave Ujedinjenog Kraljevstva u gornjem lijevom kutu s četiri zvijezde, te je, za razliku od svih ostalih zastava baziranih na britanskoj zastavi, žute boje.  
Žuta boja predstavlja "prijateljstvo između Niuea i Novog Zelanda". Neki kažu da dizajneri zastave nisu shvaćali simboliku Union Jacka, te su jednostavno premijestili zvijezde s zastave Novog Zelanda na križ Sv. Jurja.

## Vanjske poveznice
1. ↑  Zastave svijeta - Niue